# Synagogue Magen David
La synagogue Magen David (en français ‘Bouclier de David‘) est un édifice religieux juif sis au croisement de la ‘Brabourne Rd’ et ‘Canning Street’, dans le quartier commercial de Calcutta, en Inde. Construite en 1884 la synagogue est la deuxième de Kolkata, la première étant la synagogue ‘Beth-El’ qui se trouve à Pollock Street. La synagogue est sur la liste des monuments protégés par l'Archaeological Survey of India.

## Histoire
De conception architecturale néo-renaissance assez semblable à une église, avec finition en dominance ‘briques rouges’, la synagogue est construite en 1884 par Elias David Ezra, en mémoire de son père David Joseph Ezra, membre éminent de la communauté juive de Bagdad, émigré en Inde et ayant fait fortune dans les affaires immobilières. Le même David Joseph Ezra est associé à d’autres luxueux immeubles à appartements de Calcutta:  ‘Esplanade Mansion’,’ Ezra Mansion’ et ‘Chowringhee Mansion’. ’Ezra street’, dans le même quartier commercial, rappelle le souvenir de cette famille juive.

## Description

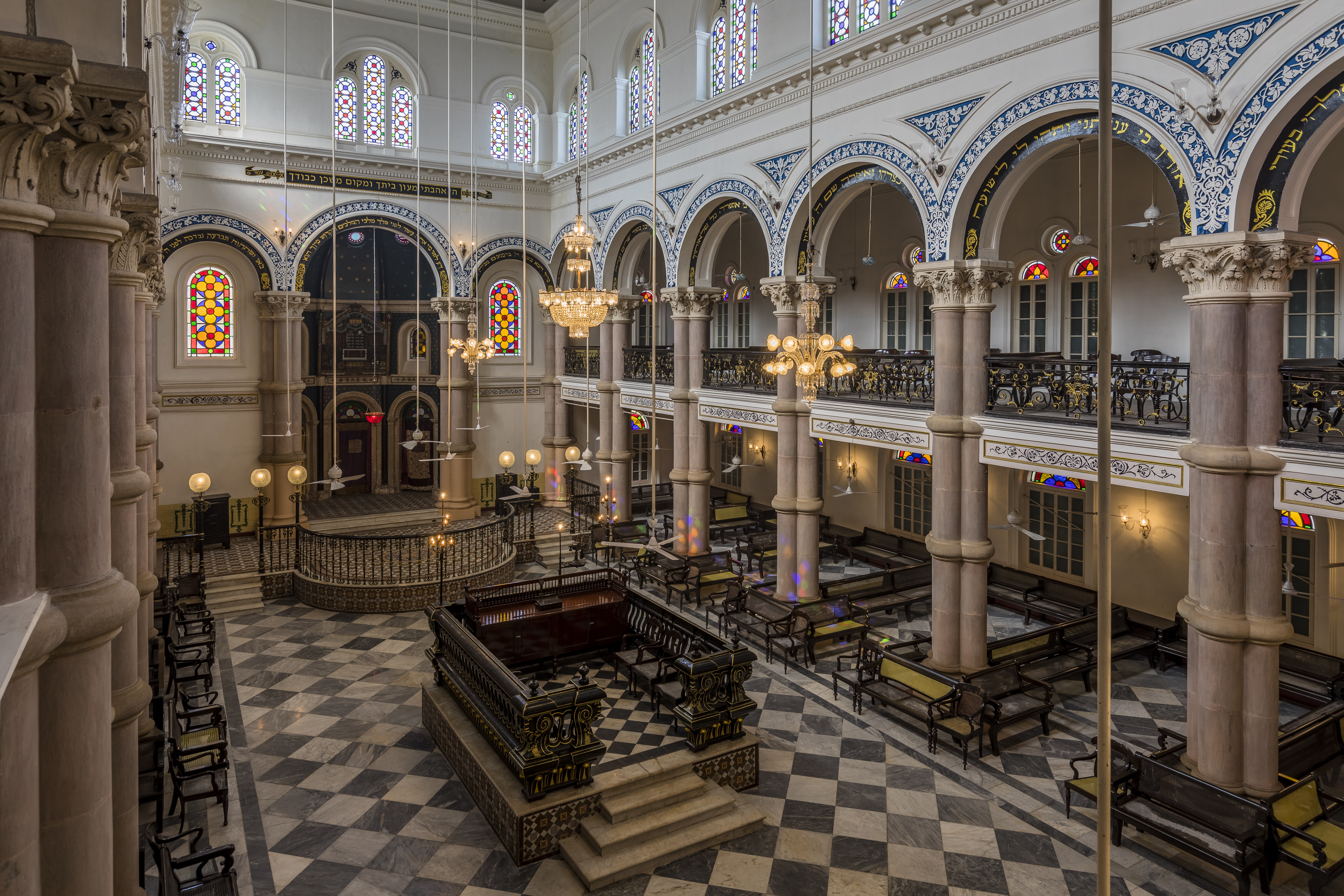
Intérieur de la synagogue Maghen David après restauration. Décembre 2017.

L’entrée de la synagogue, sur la ‘Canning Str.’  est à chercher parmi les nombreuses échoppes vendant diverses babioles. La porte d’entrée du bâtiment est surmontée de l’étoile de David avec inscriptions en hébreu. Elle est précédée d’un porche qui, sur ses murs latéraux, est couvert de plaques à la mémoire des fondateurs et des ministres religieux de la communauté juive locale. 
À l’intérieur, un sol en damiers de marbre, des lustres étincelants, les vitraux et des piliers enjolivés de motifs floraux importés de Paris rappellent l’opulence de la communauté juive de Calcutta à la fin du XIXe siècle, de même qu’une forte influence artistique et architecture européenne. La nef est de grande hauteur. Ses deux bas-côtés sont surmontés d’une tribune réservée aux femmes. 
Le sanctuaire de la synagogue se termine en abside surmontée d’un demi-dôme dont le fond bleu est parsemé d’étoiles. Au centre une illustration des deux tablettes de Moïse, contenant les Dix commandements en hébreu. D’autres inscriptions hébraïques et éléments iconographiques traditionnels juifs s’y trouvent, y compris le chandelier à sept branches (la « Menorah »).
Au centre de la nef, se trouve un podium surélevé avec lutrin. De là le rabbin fait la lecture des textes sacrés et y ajoute son commentaire. La tour de la synagogue contient une horloge sur ses quatre faces. 
Bien que, par insuffisance du quota minimum de présence, il n’y ait plus de service religieux sabbatique dans la synagogue, le bâtiment et ses alentours sont remarquablement bien entretenus.

## La communauté juive de Calcutta
La communauté juive de Calcutta a son origine à Bagdad (Irak) d’où des familles sont venues en Inde chercher la fortune dans le commerce. Cependant le premier immigrant connu, un certain Shalom Cohen, arrivé en 1798, venait d’Alep en Syrie. Elle compta jusqu’à 6 000 membres. La famille la plus influente fut celle des Ezra qui, sur trois générations, furent des barons de l’immobilier à Calcutta, particulièrement David Joseph Ezra et son fils Elias David Ezra. Les Ezra fondèrent en 1881 la ‘’Jewish Girls School’, toujours en activité. Des cinq synagogues que comptait Calcutta deux sont encore ouvertes aujourd’hui: la synagogue Beth-el et la ‘Maghen David’.
La formation de l’État d’Israël (1947) qui attira une forte immigration juive entraîna le déclin de la communauté de Calcutta. En 2015 les juifs n’y sont pas plus d’une trentaine. Les plus connus aujourd’hui sont les « Nahoum » qui, depuis 1902, tiennent une célèbre pâtisserie-confiserie au New Market de Calcutta.